# مجموعه تپه‌های قبرستان
مجموعه تپه‌های قبرستان در شهرستان شوشتر، روستای سریمه واقع شده و این اثر در تاریخ ۵ آذر ۱۳۸۰ با شمارهٔ ثبت ۴۲۰۸ به‌عنوان یکی از آثار ملی ایران به ثبت رسیده است.